# Billet de femme (Le concert symphonique)
Albums de Pascal Obispo
Billet de femme
(2016) Obispo
(2018)
Billet de femme (Le concert symphonique) est le quatrième album enregistré en public de la tournée symphonique de Pascal Obispo suivant l'album Billet de femme. Il est sorti le 2 décembre 2016. Il comprend trois CD : deux sont consacrés à l'enregistrement public, le troisième est constitué de l'album studio Billet de femme.

## Liste des chansons
Les trois CD comportent les titres suivants :

### CD1
| No  | Titre                  | Paroles                     | Musique                  | Durée |
| --- | ---------------------- | --------------------------- | ------------------------ | ----- |
| 1.  | Le dernier rendez-vous | Marceline Desbordes-Valmore | Pascal Obispo            | 4:14  |
| 2.  | Le Secret perdu        | Marceline Desbordes-Valmore | Pascal Obispo            | 4:31  |
| 3.  | Personne               | Pascal Obispo               | Pascal Obispo            | 4:18  |
| 4.  | Rosa                   | Lionel Florence             | Pascal Obispo            | 4:18  |
| 5.  | Tu m'avais dit         | Didier Golemanas            | Pascal Obispo            | 3:25  |
| 6.  | Chanter                | Lionel Florence             | Pascal Obispo            | 5:00  |
| 7.  | Le Soir                | Marceline Desbordes-Valmore | Pascal Obispo            | 2:49  |
| 8.  | Le Serment             | Marceline Desbordes-Valmore | Pascal Obispo            | 3:29  |
| 9.  | Où est l'élue ?        | Zazie                       | Pascal Obispo            | 4:35  |
| 10. | Millésime              | Julie d'Aimé                | Pascal Obispo - Calogero | 3:57  |
| 11. | Qu'en avez-vous fait ? | Marceline Desbordes-Valmore | Pascal Obispo            | 3:19  |
| 12. | Mourir demain          | Lionel Florence             | Asdorve                  | 4:27  |

### CD 2
| No  | Titre                            | Paroles                     | Musique       | Durée |
| --- | -------------------------------- | --------------------------- | ------------- | ----- |
| 1.  | S'il l'avait su                  | Marceline Desbordes-Valmore | Pascal Obispo | 3:47  |
| 2.  | Je ne sais plus, je ne veux plus | Marceline Desbordes-Valmore | Pascal Obispo | 3:21  |
| 3.  | La Rouille                       | Lionel Florence             | Pascal Obispo | 3:05  |
| 4.  | Je laisse le temps faire         | Lionel Florence             | Pascal Obispo | 3:47  |
| 5.  | Jamais adieu                     | Marceline Desbordes-Valmore | Pascal Obispo | 4:01  |
| 6.  | Lucie                            | Lionel Florence             | Pascal Obispo | 4:50  |
| 7.  | Sa raison d'être                 | Lionel Florence             | Pascal Obispo | 4:56  |
| 8.  | Un billet de femme               | Marceline Desbordes-Valmore | Pascal Obispo | 4:36  |
| 9.  | Fan                              | Lionel Florence             | Pascal Obispo | 4:25  |
| 10. | D'un Ave Maria                   | Lionel Florence             | Pascal Obispo | 5:40  |
| 11. | Ce qu'on voit, allée Rimbaud     | Étienne Roda-Gil            | Pascal Obispo | 5:40  |

### CD 3
Toutes les paroles sont écrites par Marceline Desbordes-Valmore, toute la musique est composée par Pascal Obispo.
| No  | Titre                            | Durée |
| --- | -------------------------------- | ----- |
| 1.  | Un billet de femme               | 4:31  |
| 2.  | Je ne sais plus, je ne veux plus | 3:10  |
| 3.  | Le Secret perdu                  | 4:17  |
| 4.  | S'il l'avait su                  | 3:41  |
| 5.  | Le Serment                       | 4:09  |
| 6.  | Le dernier rendez-vous           | 3:31  |
| 7.  | Qu'en avez-vous fait ?           | 3:17  |
| 8.  | On me l'a dit                    | 4:54  |
| 9.  | Le Soir                          | 2:57  |
| 10. | Sans l'oublier                   | 3:41  |
| 11. | Je vous écrit                    | 3:18  |
| 12. | Jamais adieu                     | 4:07  |